# Neufchâtel (ost)
Neufchâtel är en fransk ost gjord på opastöriserad komjölk från ett antal kommuner i departementet Seine-Martime i regionen Normandie.